# The Christmas Song
"The Christmas Song" (comummente intitulada "Chestnuts Roasting on an Open Fire" ou, como originalmente intitulada, "Merry Christmas to You") é uma canção clássica de Natal escrita em 1945 por Bob Wells e Mel Tormé.
O Trio de Nat King Cole gravou pela primeira vez a música no início de 1946. A pedido de Cole uma segunda gravação foi feita no final do mesmo ano usando uma pequena seção de cordas, esta versão se tornando um grande sucesso em ambos os Charts Pop e R&B. Cole gravou novamente a música em 1953, usando o mesmo arranjo com uma orquestra completa organizada e conduzida por Nelson Riddle, e mais uma vez em 1961, em uma versão estereofônica com orquestra conduzida por Ralph Carmichael. A versão de 1961 de Cole é geralmente considerada definitiva e a gravação original de 1946 foi introduzida no Hall da Fama do Grammy em 1974.

## As Gravações de Nat "King" Cole
Primeira gravação: gravado na WMCA Radio Studios, Nova York, 14 de junho de 1946. Crédito de rótulo: "The King Cole Trio" (Nat King Cole, vocalista e pianista; Oscar Moore, guitarrista; Johnny Miller, baixista). Não foi emitido até 1989, quando foi (acidentalmente) incluído na compilação de artistas variados da Billboard Greatest Christmas Hits (1935-1954) Rhino R1 70637 (LP) / R2 70637 (CD).
Segunda gravação: Gravado na WMCA Radio Studios, Nova York, 19 de agosto de 1946. Primeiro número de registro. Crédito de rótulo: "The King Cole Trio com String Choir" (Nat King Cole, pianista e vocal; Oscar Moore, guitarrista; Johnny Miller, baixista; Charles Randolph Grean, maestro de 4 músicos de cordas; um harpista e um baterista). Masterização #981 da Lacquer. Emitido em novembro de 1946 como Capitol 311 (78rpm). Esta gravação está disponível no CD com uma compilação de Cole "Christmas for Kids: From One to Ninety-Two", bem como em um CD chamado "The Holiday Album", que tem músicas de Natal dos anos 40 gravadas por Cole e Bing Crosby.
Terceira gravação: Gravado em Capitol Studios, Hollywood, 24 de agosto de 1953. Esta foi a primeira gravação de fita magnética da música. Rótulo: "The King Cole Trio with String Choir" (O Trio King Cole com Conjunto de Cordas - artistas: Nat King Cole, vocal; Buddy Cole, pianista; John Collins, guitarrista; Charlie Harris, baixista; Nelson Riddle, maestro de orquestra). Masterização #11726, tomada 11. Emitida em novembro de 1953 como o "novo" Capitol 90036 (78rpm) / F90036 (45rpm) (A Capitol primeiro emitiu a gravação 90036 em 1950 com a segunda gravação). O rótulo correto foi emitido em 18 de outubro de 1954 como Capitol 2955 (78rpm) / F2955 (45rpm). Rótulo: Nat "King" Cole with Orchestra Conducted by Nelson Riddle (Nat "King" Cole com Orquestra Conduzida por Nelson Riddle). Esta gravação está disponível na compilação de Cole no CD "Cole, Christmas & Kids" de 1990, bem como no CD com vários artistas, "Casey Kasem Presents All Time Christmas Favorites". Também foi incluído, juntamente com ambas as gravações de 1946, na caixa da Mosaic Records de 1991 o set "The Capitol Recordings of the Nat King Cole Trio". Esta versão às vezes é (embora bastante raramente) tocada em rádios norte-americanas durante a temporada de Natal e é quase idêntica à popular gravação de 1961. É fácil distinguir a versão de 1961 em que as notas finais (o bit de guitarra de Jingle Bells) são mais rápidas.
Quarta gravação: Gravado na Capitol Studios, Nova York, 30 de março de 1961. Esta versão, a primeira gravada em estéreo, é amplamente tocada em estações de rádio norte-americanas durante a temporada de Natal e é a versão mais popular / familiar dessa música. Rótulo: Nat King Cole (Nat King Cole, vocal; Charles Grean e Pete Rugolo, orquestração; Ralph Carmichael, maestro de orquestra). O arranjo instrumental é quase idêntico à versão de 1953, mas os vocais são muito mais profundos e mais focados. Originalmente feito para o "Nat King Cole Story" (um LP de 1961 dedicado às regravações estéreo dos hits anteriores de Cole), esta gravação foi posteriormente incluída em uma reedição do álbum de 1960 de Cole, "The Magic of Christmas", substituindo "God Rest Ye Merry Gentlemen". Renomeado como "The Christmas Song", o álbum foi publicado em 1963 como Capitol W-1967 (mono) / SW-1967 (estéreo) e hoje é gravado em CD. Esta gravação de "The Christmas Song" também está disponível em vários álbuns de artistas variados. Alguns são compilações de Natal do padrão Pop da Capitol, enquanto outros são mais amplos. Por exemplo, está disponível no "Ultimate Christmas Album Volume 3" da rádio norte-americana WCBS-FM. Uma tomada alternativa da gravação de 1961, com uma voz diferente e faltando o piano solo na ponte instrumental, aparece na "Deluxe Edition" da compilação de Cole de 2014, "The Extraordinary Nat King Cole".
Havia várias capas do registro original de Nat Cole na década de 1940. Ouviu-se que a primeira delas foi feita por Dick Haymes no rótulo Decca, mas a sua foi apenas lançada primeiro - não registrada primeiro. A primeira capa de "The Christmas Song" foi realizada pelo tenor pop e bandleader Eddy Howard na Majestic Records. Howard era um grande fã de Cole, e também cobriu as versões de Nat de "I Want to Thank You Folks" e "(I Love You) For Sentimental Reasons", entre outros.

## Outras Gravações Notáveis
- 1947: Bing Crosby - gravado em 19 de Março de 1947 com John Scott Trotter and sua Orquestra.[2]  Mais tarde inclusa no album That Christmas Feeling
- 1954: Rosemary Clooney no album Irving Berlin's White Christmas
- 1955: Jo Stafford no album Happy Holiday
- 1956: Joni James no album Merry Christmas from Joni[3]
- 1957: Frank Sinatrano album A Jolly Christmas from Frank Sinatra
- 1957: Polly Bergen em 14 de dezembro, apareceu no seu variety show, The Polly Bergen Show[4]
- 1958: Johnny Mathis no album Merry Christmas (também um dueto com Billy Joel no album Sending You a Little Christmas)
- 1959: Connie Francis no album Christmas in My Heart
- 1960: Ella Fitzgerald no album Ella Wishes You a Swinging Christmas
- 1960: Peggy Lee no album Christmas Carousel
- 1963: Andy Williams no album The Andy Williams Christmas Album
- 1963: Judy Garland em dueto com Mel Tormé em um episódio de The Judy Garland Show
- 1963: Robert Goulet no album This Christmas I Spend with You[5]
- 1963: The Miracles no album Christmas with The Miracles
- 1964: Doris Day no album The Doris Day Christmas Album
- 1964: John Gary no album The John Gary Christmas Album[6]
- 1964: Ricky Nelson no episódio de TV The Adventures of Ozzie and Harriet com título de "A Busy Christmas"
- 1964: Sammy Davis Jr. no album California Suite
- 1965: Hollyridge Strings no album Christmas Favorites
- 1965: The Supremes no album Merry Christmas
- 1965: Vince Guaraldi Trio no album A Charlie Brown Christmas
- 1966: Frankie Valli and the Four Seasons no album The 4 Seasons' Christmas Album
- 1966: Kenny Burrell no album Have Yourself a Soulful Little Christmas
- 1966: The Lettermen no album For Christmas This Year
- 1967: Barbra Streisand no album A Christmas Album
- 1967: Stevie Wonder no album Someday at Christmas
- 1968: Glen Campbell no album That Christmas Feeling
- 1968: Herb Alpert & the Tijuana Brass no album Christmas Album
- 1968: Tony Bennett no album Snowfall: The Tony Bennett Christmas Album
- 1970: Danny Davis and the Nashville Brass no album Christmas with Danny Davis and the Nashville Brass
- 1970: The Jackson 5 no album Jackson 5 Christmas Album
- 1970: The Temptations no album 'The Temptations Christmas Card
- 1971: The Partridge Family no album A Partridge Family Christmas Card
- 1972: Nora Aunor no album Christmas Songs
- 1972 Julie Andrews em um dueto com James Stewart em um episódio de The Julie Andrews Hour
- 1975: John Denver no album Rocky Mountain Christmas
- 1978: The Carpenters no album Christmas Portrait
- 1983: Amy Grant no album A Christmas Album
- 1985: The Canadian Brass no album A Canadian Brass Christmas
- 1987: Big Bird e The Swedish Chef no especial de TV A Muppet Family Christmas
- 1987: Reba McEntire no album Merry Christmas to You
- 1987: Sergio Mendes e Brasil '66 no album Wonderland: Yulesville
- 1988: Alexander O'Neal no album My Gift to You
- 1988: James Brown no album Santa's Got a Brand New Bag
- 1988: Ramon "RJ" Jacinto no album Pasko Na Naman
- 1989: New Kids on the Block no album Merry, Merry Christmas
- 1989: Randy Travis no album An Old Time Christmas
- 1990: Barry Manilow no album Because It's Christmas
- 1990: John Denver no album "Christmas, Like a Lullaby"
- 1992: Luther Vandross no album A Very Special Christmas, Vol. 2
- 1992: The Manhattan Transfer no album The Christmas Album
- 1993: Aaron Neville no album Aaron Neville's Soulful Christmas
- 1993: Gloria Estefan no album Christmas Through Your Eyes
- 1993: Toni Braxton no album A LaFace Family Christmas
- 1994: Natalie Cole no album Holly & Ivy (também um dueto com Nat King Cole no album The Magic of Christmas [1999])
- 1994: Tony Mottola no album Have Yourself a Merry Little Christmas'
- 1995: Les Paul no album Reindeer Rock
- 1996: CeCe Peniston no album Merry Arizona II: Desert Stars Shine at Christmas
- 1996: Michael Bolton no album This Is The Time: The Christmas Album
- 1997: Dwight Yoakam no album Come on Christmas
- 1997: Hootie & the Blowfish no album A Very Special Christmas 3
- 1997: Roomful of Blues no album Roomful of Christmas
- 1997: SWV no album A Special Christmas
- 1998: Babyface no album Christmas with Babyface
- 1998: Celine Dion no album These Are Special Times
- 1998: Chicago no album Chicago 25: The Christmas Album
- 1998: Des O'Connor no album Christmas with Des O'Connor
- 1998: Etta James no album 12 Songs of Christmas
- 1998: Kenny Rogers no album Christmas from the Heart
- 1998: Martina McBride no album White Christmas
- 1998: *NSYNC no album Home for Christmas
- 1999: Garth Brooks no album Garth Brooks and the Magic of Christmas
- 1999: George Strait no album Merry Christmas Wherever You Are
- 1999: Take 6 no album We Wish You a Merry Christmas
- 2000: Charlotte Church no album Dream a Dream
- 2000: Christina Aguilera no album My Kind of Christmas (Nº 18 no Billboard Hot 100 dos EUA; Nº 22 no RPM Top 100 Canadense)
- 2000: June Christy com o Quinteto Johnny Guarnieri no album A Friendly Session, Vol. 1
- 2000: Linda Ronstadt no album A Merry Little Christmas
- 2002: India.Arie e Stevie Wonder no album Voyage to India (vencedor do Grammy Award for Best Pop Collaboration with Vocals)
- 2003: Christy Darlington no album All the wrong moves
- 2003: Michael Bublé (#6 no Billboard Adult Contemporary) - incluído no EP Let It Snow (EP)
- 2003: Royce Campbell no album Jazz Guitar Christmas
- 2003: Whitney Houston no album One Wish: The Holiday Album
- 2004: Clay Aiken no album Merry Christmas with Love
- 2004: Eddie Higgins no album Christmas Night
- 2004: James Taylor no album A Christmas Album
- 2004: Jessica Simpson no album ReJoyce: The Christmas Album
- 2004: LeAnn Rimes no album What a Wonderful World
- 2006: Aimee Mann no album One More Drifter in the Snow
- 2006: Aretha Franklin no album Joy to the World
- 2006: Celtic Woman no album A Christmas Celebration
- 2006: Twisted Sister no album A Twisted Christmas
- 2006: Wynonna Judd no album A Classic Christmas
- 2007: Alan Jackson no album Let It Be Christmas
- 2007: Damien Leith em uma versão limitada do seu album de Natal Where We Land
- 2007: Jed Madela no album The Voice of Christmas
- 2007: Josh Groban no album Noël
- 2007: Toby Keith no album A Classic Christmas
- 2008: Al Jarreau no album Christmas
- 2008: Brian McKnight no album I'll Be Home for Christmas
- 2008: Gavin DeGraw no album Four Christmases: Music from the Motion Picture
- 2008: Howard Hewett com Stevie Wonder no album Howard Hewett Christmas
- 2008: Neil Sedaka no album The Miracle of Christmas
- 2008: Sheryl Crow no album Home for Christmas
- 2009: Andrea Bocelli and Natalie Cole on Bocelli's album My Christmas
- 2009: Bob Dylan no album Christmas in the Heart
- 2009: Lotta Engberg no album Jul hos mig[7]
- 2009: Hayley Westenra no album Winter Magic
- 2010: Christian Bautista no album A Wonderful Christmas
- 2010: Joe no album Home Is the Essence of Christmas
- 2010: Olivia Olson no album Phineas and Ferb: Holiday Favourites
- 2011: Deana Martin no album White Christmas
- 2011: Justin Bieber e Usher no album de Bieber Under the Mistletoe
- 2011: She & Him no album A Very She & Him Christmas
- 2011: Smith and Burrows (Tom Smith e Agnes Obel) no album Funny Looking Angels
- 2012: Cascada no album It's Christmas Time
- 2012: Cee Lo Green no seu album de Natal Cee Lo's Magic Moment
- 2012: Colbie Caillat no album Christmas In The Sand
- 2012: Francesca Battistelli no album Christmas
- 2012: Kris Allen no seu EP Waiting for Christmas
- 2012: Lisa Matassa no seu EP Somebody's Baby
- 2012: Paul McCartney no album Kisses on the Bottom – Complete Kisses
- 2012: Richard Marx no album Christmas Spirit
- 2012: Rod Stewart na versão "Deluxe" do album Merry Christmas, Baby[8]
- 2012: Thomas Anders no album Christmas for You
- 2014: Idina Menzel no album Holiday Wishes
- 2014: Seth MacFarlane no album Holiday for Swing
- 2014: Pentatonix no album PTXmas
- 2016: Sarah McLachlan no album Wonderland
- 2019: Alicia Keys single The Christmas Song